# Partido Progresista del Pueblo (Islas Salomón)
El Partido Progresista del Pueblo es un partido político de las Islas Salomón. Fue el partido dominante durante los años setenta, ochenta y noventa, bajo el liderazgo de Solomon Mamaloni. Mamaloni fue primer ministro de 1981 a 1983, de 1989 a 1993 y de 1994 a 1997. El partido decayó en ese año, al dimitir Mamaloni. El nuevo líder, Danny Philip, no consiguió los resultados de su antecesor, dejando el puesto en 2000 para cedérselo a Manasseh Sogavare. Sogavare se convertiría en primer ministro tras la dimisión de Bartholomew Ulufa'alu. En las elecciones de 2001, el partido sólo conseguiría tres escaños de 50 posibles. No se presentó a las elecciones de 2006.
- Datos: Q7165728